# Seznam osebnosti iz Občine Škocjan
Seznam osebnosti iz Občine Škocjan vsebuje osebnosti, ki so se tu rodile, delovale, umrle ali so z njo povezane.
Občina Škocjan 39 ima naselij: Bučka, Čučja Mlaka, Dobrava pri Škocjanu, Dobruška vas, Dolenje Dole, Dolenje Radulje, Dolnja Stara vas, Dule, Gabrnik, Gorenje Dole, Gorenje Radulje, Goriška Gora, Goriška vas pri Škocjanu, Gornja Stara vas, Grmovlje, Hrastulje, Hudenje, Jarčji Vrh, Jelendol, Jerman Vrh, Klenovnik, Mačkovec pri Škocjanu, Male Poljane, Močvirje, Osrečje, Ruhna vas, Segonje, Stara Bučka, Stopno, Stranje pri Škocjanu, Škocjan, Štrit, Tomažja vas, Velike Poljane, Zaboršt, Zagrad, Zalog pri Škocjanu, Zavinek, Zloganje.

## Kultura in umetnost

### Gledališče, film in televizija
- Dare Ulaga, igralec (1931, Škocjan – 1987, Ljubljana)

### Glasba
- Žiga Bohinec, glasbenik (1850, Škocjan – 1894, Ljubljana)
- Blaž Arnič, skladatelj, glasbeni pedagog, organist v Bučki (1901, Luče – 1970, Ljubljana)
- France Cigan, zborovodja, učitelj, duhovnik, vzgojitel, vodil orglarsko šolo in mešani cerkveni pevski zbor v Škocjanu (1908, Žižki – 1971, Ljubljana)

### Slikarstvo
- Borut Pečar, ilustrator, karikaturist, arhitekt, urednik, telovadec (1931, Petrovče – 2009, Ljubljana)

### Kiparstvo
- Slavko Hočevar, kipar, lutkar (1927, Bučka – 1996, Ljubljana)

## Šolstvo
- Ruža Lucija Petelin, učiteljica, pesnica, prevajalka (1905, Trst – 1974, Zagreb)
- Jože Jazbec, učitelj v Škocjanu (1942, Mirna Peč – )
- Martin Matko, učitelj, čebelar (1868, Močvirje pri Bučki – 1955, Radeče pri Zidanem mostu)
- Ivica Žnidaršič, pedagoginja, humanitarna delavka, urednica (1934, Bučka – )
- Ernest Adamič, učitelj, filmski scenarist, pisatelj (1898, Ljubljana – 1977, Ljubljana)
- Janez Novak, šolnik, organist (1823, Orehovica pri Šentjerneju – 1889, Novo mesto)
- Josip Wester, šolnik, slavist, planinec (1874, Dolenje Radulje – 1960, Ljubljana)

## Politika
- Jožef Jerman, politični delavec, eden glavnih pobudnikov za Zedinjeno Slovenijo (1826, Otočec – 1848, ?)
- Vladislav Fabjančič, politik, arhivar, publicist (1894, Bučka – 1950, Ljubljana)
- Darinka Trpin, rastlinoslovka (1933, Bučka – )

## Gospodarstvo in humanistična znanost
- Danilo Breščak, arheolog, geolog, opravil zavarovalno arheološko izkopavanje v Zloganju (1947, Novo mesto – )
- Jože Povšič, matematik, bibliograf, profesor (1907, Dobrava pri Škocjanu – 1985, Ljubljana)
- Franc Metelko, slovničar, nabožni pisatelj, predavatelj, duhovnik (1789, Škocjan – 1860, Ljubljana)

## Religija
- Valentin Plemel, botanik, duhovnik, služboval v Škocjanu (1820, Bled – 1875, Koroška Bela)
- Jožef Rome, duhovnik, časnikar, kaplan v Škocjanu (1848, Višnja Gora – 1933, Novo mesto)
- Luka Smolnikar, prosvetni delavec, prevajalec, kaplan v Škocjanu (1863, Loke pri Tuhinju – 1936, Slavina pri Postojni)
- Ignac Škoda, teolog, publicist, kaplan v Škocjanu (1909, Zaplaz pri Čatežu – 1982, Zaplaz pri Čatežu)
- Anton Tramte, duhovnik, elektrohomeopat, fotograf (1846, Zloganje – 1891, Šempeter na Dolenjskem)
- Ignacij Valenčič, duhovnik, homeopat, kaplan v Škocjanu (1797, Ljubljana – 1858, Radomlje)
- Janez Zalokar, leksikograf, nabožni pisatelj, duhovnik v Škocjanu (1792, Vinica pri Šmarjeti – 1872, Ljubljana)
- Mirko Žerjav, teolog, hipnotizer, salezijanec, telepat, duhovnik v Škocjanu (1919, Nova vas – 1999, Ljubljana)
- Stanislav Hočevar, teolog, nadškof (1945, Jelendol – )
- Peter Bohinjec, pisatelj, publicist, župnik v Škocjanu (1864, Visoko – 1919, Duplje)
- Matija Škerbec, duhovnik, politik, publicist (1886, Stari trg pri Ložu – 1963, Cleveland)
- Ignacij Knoblehar, misijonar, etnolog (1819, Škocjan – 1858, Neapelj)
- Franc Avsec, duhovnik, umetnostni zgodovinar, konservator, publicist (1863, Novo mesto – 1943, Lesce)
- Janez Cigler, pisatelj, pesnik, duhovnik, kaplan v Škocjanu (1792, Ljubljana – 1869, Višnja Gora)
- Anton Ratajec, teolog, matematik in fizik, profesor (1873, Gorenje Radulje – 1939, Šentvid)
- Janez Komljanec, profesor, duhovnik, pesnik, lovec (1848, Bučka – 1929, Bučka)
- Janko Komljanec, duhovnik, gospodarski in kulturni delavec, mučenec (1892, Bučka – 1942, Hmeljnik)
- Veselko Kovač, duhovnik (1872, Studenec – 1928, Kitajska)

## Vojska
- Vinko Robek, narodni heroj, gozdarski delavec, rudar, organiziral OF v okolici Škocjana (1915, Vinji Vrh – 1986, Dobruška vas)

## Zdravstvo
- Pavel Varaun, ranocelnik, homeopat, zdravnik (1824, Koroška – 1882, Škocjan)

## Osebnosti iz drugod
- Karel Poglajen, podobar, izdelal božji grob v Škocjanu (1841, Šentpeter pri Novem mestu – 1890, Trebnje)
- Matej Sternen, grafik, ilustrator, restavrator, slikar, restavriral v cerkvi v Škocjanu (1870, Verd pri Vrhniki – 1949, Ljubljana)
- Anton Štefic, kipar, učil se je podobarstva v Škocjanu in v Stopnem pri Bučki (1878, Gabrnik nad Boštanjem ob Savi – 1915, Gorica)
- Boris Kuhar, etnolog, doktoriral z disertacijo Ljudska materialna kultura v Škocjanskih hribih na Dolenjskem
- Miloš Kovačič, farmacevt, menedžer, častni občan občine Škocjan (1934, Šentjernej – 2016, Ljubljana)
- Andrej Aljančič, duhovnik, narodni buditelj, v Škocjanu je sezidal novo farno cerkev in popravil podružnice (1813, Kovor – 1894, Celovec)
- Jožef Štravs, podobar, pozlatar, rezbar, fotograf, poznan je bil v Škocjanu (1843, Ravne pri Cerknem – 1902, Cerkno)
- Ignac Kušljan, starinoslovec, nabiral in kupoval starine v Škocjanu (1857, Orešje na Žumberku – 1930, Šentjernej)
- Anton Jebačin, slikar, restavrator, za Škocjan izdelal portret Ignacija Knobleharja (1850, Ljubljana – 1927, Ljubljana)
- Ivan Selan, kartograf, izdelal gozdnogospodarski zemljevid za Škocjan (1902, Ljubljana – 1981, Suhadole)
- Mihael Stroj, slikar, njegove slike upodobljene v cerkvi v Škocjanu (1803, Ljubno – 1871, Ljubljana)
- Miroslav Tomec, slikar, cerkveni glasbenik, za Gorenje Dole je izdelal križev pot za kapelo ob cerkvi (1850, Ljubljana – 1894, Ljubljana)
- Franc Ksaver Zajec, kipar, podobar, izdelal reliefno doprsje Ignacija Knobleharja za cerkev v Škocjanu (1821, Sovodenj – 1888, Ljubljana)
- Anton Bitenc, arhitekt, prenovil oltarne prostore in opremo v cerkvi v Škocjanu (1920, Ljubljana – 1977, Ljubljana)